# Frente Atlético
El Frente Atlético és el grup ultra d'aficionats del Club Atlético de Madrid fundat el 1982.

## Amistat i rivalitat[calcitació]
- Amics: Tenen una relació d'agermanament amb els Supporters Gol Sur, el grup ultra del Real Betis Balompié i també comparteixen bona relació amb el Ultras Levante, del Llevant Unió Esportiva.
- Rivals: Els seus principals rivals són els Ultras Sur, del Reial Madrid CF, i els Biris Norte, del Sevilla.

## Història
Si bé els seus orígens es remunten a la temporada 1968-1969 de la Lliga quan es creà espontàniament la penya Fondo Sur, entitat juvenil que donaria forma al Frente Atlético, el qual es fundaria de manera oficial el 1982. Originalment s'havia de dir Brigatte Rossibianca, però que el club va aconsellar que es prengués un nom en castellà i van decidir adoptar el de Frente Atlético, en referència a l'organització falangista Frente de Juventudes, a la qual pertanyien alguns dels seus membres.
El club va oferir ajuda econòmica i institucional perquè comencés a funcionar. En els seus primers anys es caracteritzà per involucrar-se en diversos incidents i baralles amb altres grups ultres. Han estat classificats en els mitjans de comunicació com una organització d'extrema dreta o com una organització dirigida per individus afins a l'extrema dreta. Una enquesta va desvetllar el predomini en l'espectre polític en el qual es col·locaven els membres de l'organització de preferències polítiques de dreta i extrema dreta (15 i 19%, respectivament) malgrat certa transversalitat en l'espectre (amb alguns membres, un 2%, posicionant-se en l'extrema esquerra).
Membres de Bastión —una secció del Frente Atlético— va estar involucrat en l'assassinat d'Aitor Zabaleta, seguidor de la Reial Societat de Futbol, mort el 8 de desembre de 1998 com a conseqüència d'una ganivetada als voltants de l'estadi Vicente Calderón. Ricardo Guerra, membre partícip del grup, fou condemnat a 17 anys de presó per la mort de l'aficionat basc.
L'any 1999, amb el club matemàticament a segona divisió, van protagonitzar incidents en un partit contra el Sevilla CF llançant ous, cadires i objectes al camp.
L'any 2005, la Comissió Antiviolència va proposar diverses sancions al club matalasser pel llançament de bengales, llaunes de fum, petards i ampolles, així com insults per part d'un membre del Frente a seguidors del FC Porto i per l'exhibició d'una pancarta per part d'un altre membre que "incitava a la xenofòbia i el racisme".
El 30 de novembre de 2014, el grup ultra va estar involucrat directament en la batalla campal entre grups ultres als voltants de l'estadi Vicente Calderón que va acabar amb l'assassinat de Francisco Javier Romero Taboada, àlies Jimmy, membro de la secció «Los Suaves», del grup d'aficionats del Deportivo de la Corunya Riazor Blues, víctima d'una pallissa i que va acabar llençat al riu Manzanares. El dia 2 de desembre de 2014 el Club Atlético de Madrid expulsà el Frente Atlético del Vicente Calderón a causa de l'incident. Pocs dies després, el 9 de desembre, una desena d'ultres van reaparèixer a l'estadi de la Juventus FC de Torí, durant el partit de la Lliga de Campions de la UEFA que enfrontava els dos clubs, fent salutacions feixistes, pràctica prohibida de forma manifesta al reglament de la UEFA.